# Omerkhan daira
Omerkhan daira là một thị trấn thống kê (census town) của quận Rangareddi thuộc bang Andhra Pradesh, Ấn Độ.

## Nhân khẩu
Theo điều tra dân số năm 2001 của Ấn Độ, Omerkhan daira có dân số 7258 người. Phái nam chiếm 60% tổng số dân và phái nữ chiếm 40%. Omerkhan daira có tỷ lệ 73% biết đọc biết viết, cao hơn tỷ lệ trung bình toàn quốc là 59,5%: tỷ lệ cho phái nam là 81%, và tỷ lệ cho phái nữ là 60%. Tại Omerkhan daira, 16% dân số nhỏ hơn 6 tuổi.